# Afro-Asian Women's Conference
Afro-Asian Women's Conference var en internationell konferens som ägde rum i Colombo på Ceylon 15-24 februari 1958.
Konferensen följde på Afro-Asian Peoples' Solidarity Conference. Den arrangerades av kvinnogrupper från Ceylon, Burma, Indonesien och Pakistan. Delegater från ett flertal länder i Asien och Afrika deltog. 
Den följdes av Afro-Asian Women's Conference i Kairo i januari 1961. 